# تقدس‌زدایی

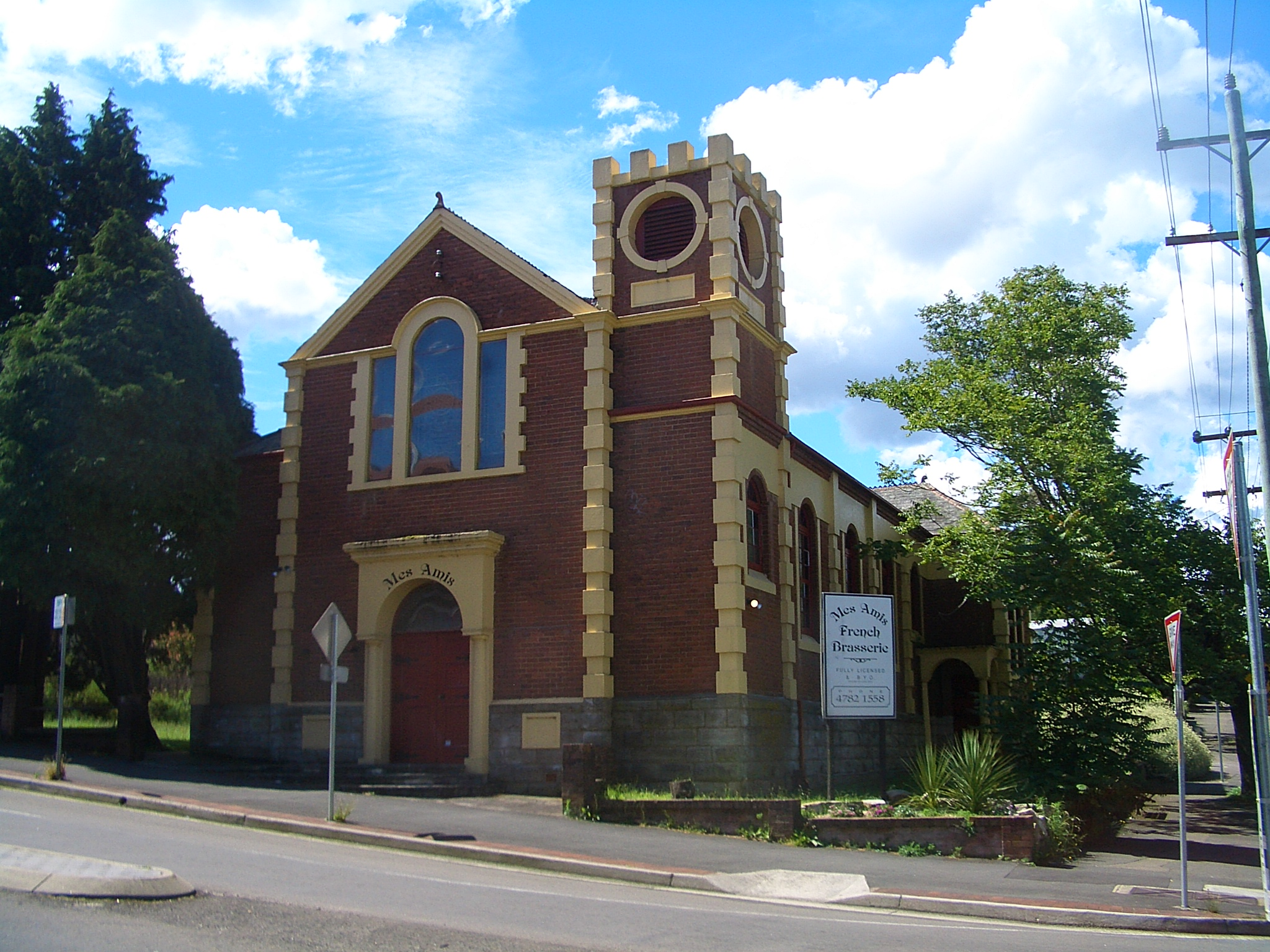
تبدیل ساختمان کلیسایی در کاتومبا، استرالیا به رستوران

تقدس‌زدایی (به انگلیسی: Deconsecration) که سکولاریزاسیون نیز نامیده می‌شود،
عمل حذف یک نعمت دینی از چیزی است که قبلاً توسط وزیر یا کشیش آن مذهب تقدس تقدیس شده بود. این عمل معمولاً در کلیساها یا کنیسه‌ها انجام می‌شود تا برای استفاده غیرمذهبی (سکولار) یا تخریب شوند.